# Iglesia de San Clemente de Tahull
La iglesia de San Clemente (en catalán: església de Sant Climent) es un templo románico de planta basilical perfecta, situado en la localidad de Tahull, en el valle de Bohí, provincia de Lérida, Cataluña, España.
En 1931, fue declarada Monumento Histórico-Artístico (Bien de Interés Cultural) y, en el 2000, Patrimonio de la Humanidad por la Unesco, dentro del conjunto de las Iglesias románicas catalanas del Valle de Bohí.

## Historia

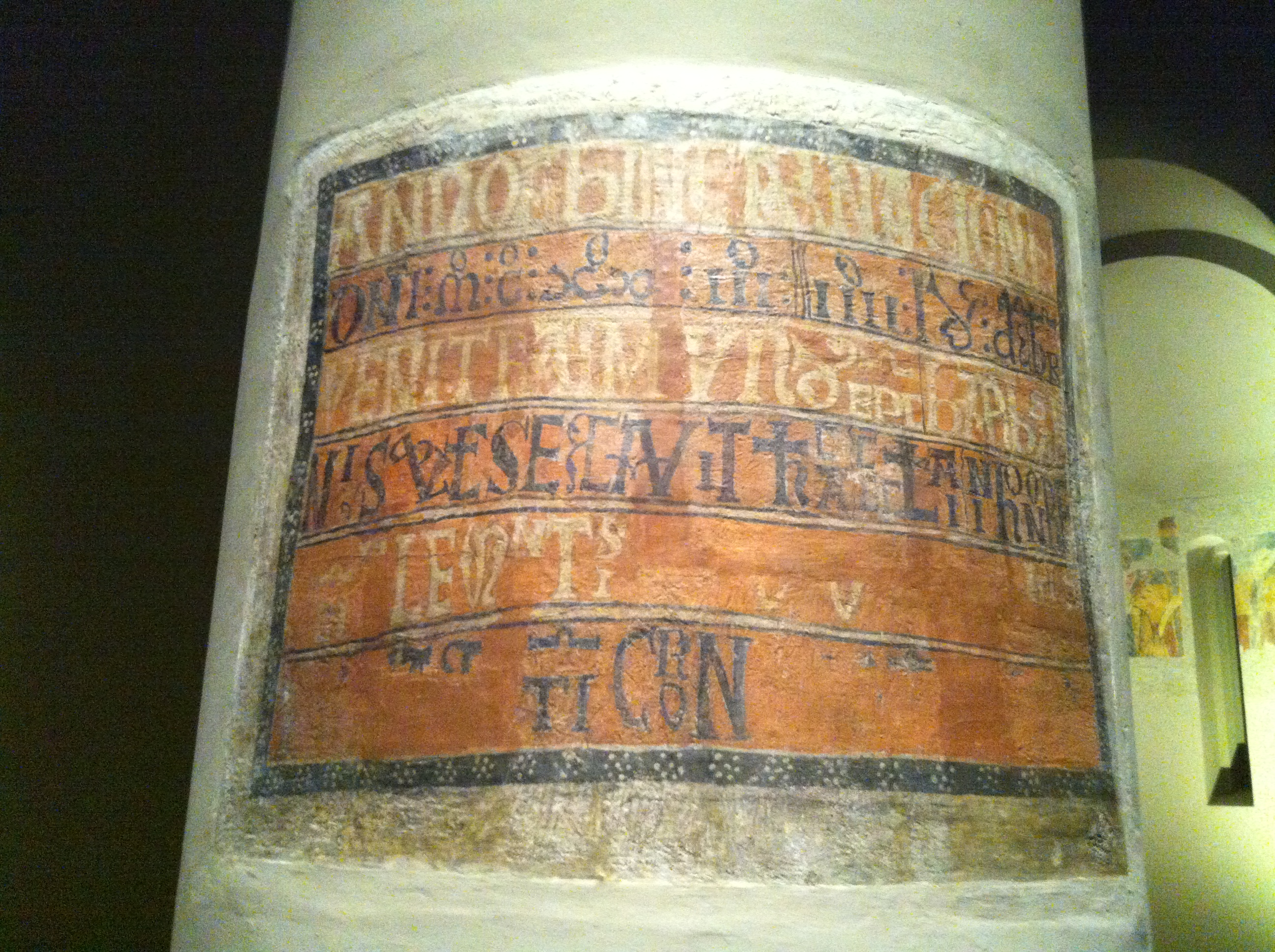
Inscripción en una columna de San Clemente, con la fecha de consagración (Museo Nacional de Arte de Cataluña)

La iglesia fue consagrada el 10 de diciembre, de 1123. La datación se debe a una inscripción hallada en una de sus columnas, que se conserva en el Museo Nacional de Arte de Cataluña (MNAC):

ANNO AB INCARNACIONE

DNI: M: C: XX: III: III: IDUS: DBR

VENIT RAIMVNDUS EPC BARBASTRE

NSIS CONSECRAVIT HAC ECLESIA IN HONORE

SANCTI CLEMENTIS MARTIRIS ET PONENS RELIQUIAS

IN ALTARE SANCTI CORNELLI EPISCOPI ET MARTIRIS.
El año de la Encarnación

del Señor 1123, el 10 de diciembre

vino Ramón, Obispo de Barbastro

consagró esta iglesia en honor

de san Clemente mártir y puso relíquias

en el altar de san Cornelio obispo y mártir.

Su planta de basílica perfecta con tres naves contrasta bastante con la techumbre de madera, sustituida en la época por la bóveda de piedra y ladrillo. Esto podría considerarse como un hecho anacrónico.
Por otro lado, la decoración lombarda del exterior sitúa a la iglesia en una modernidad que se había extendido ya por las regiones italianas de Mantua y Verona.

El 30 de noviembre de 2000 la Unesco declaró al conjunto románico del Valle de Bohí Patrimonio de la Humanidad, si bien desde la organización se manifestó el deseo de que en el futuro las pinturas y mobiliario originales de las diversas iglesias fueran devueltas por el MNAC.

## Descripción

Planta

### Planta
Es de planta basilical con tres naves, con un ábside y a sus lados dos absidiolos, el que corresponde a la nave central más grande que los otros dos, más una torre exenta situada en la fachada meridional hacia oriente, muy cerca de los ábsides.
Las naves convergen ligeramente hacia la cabecera. La estructura del edificio es rústica, con la piedra de los muros sin tallar. Estos no tienen ventanas, siendo sus únicos vanos las puertas: la meridional, la occidental y la que da acceso a la torre. Sólo se abren huecos en la cabecera. La construcción de la cubierta es muy primitiva y rústica. Las vigas están superpuestas y tendidas de muro a muro sin atirantar, formando así una armadura central donde se distribuyen las otras vigas que sostienen el techo.
En la primera planta se puede apreciar las que usaban la (románica) en la segunda dejaron muchos misterios

### Interior
Las naves fueron divididas por tres columnas cada una. Las columnas son de forma cilíndrica, hechas de piedras amalgamadas. Algunas salen directamente desde el suelo, mientras que otras se asientan sobre una basa muy simple. En la parte superior están adornadas con un collarín de esquinillas, típica decoración lombarda, sobre todo de exteriores. Estas columnas carecen de capiteles y en su lugar están rematadas con ábacos muy sencillos, sobre los que se asientan los arcos. Sobre los arcos se eleva el muro, que tiene la suficiente altura para dar lugar a las dos vertientes del tejado.
La cabecera está compuesta por un ábside central y dos laterales más pequeños. En este caso se ha empleado la bóveda. En las arquerías y ventanas se observa una mejor y más cuidada labor de piedra tallada.

### Exterior

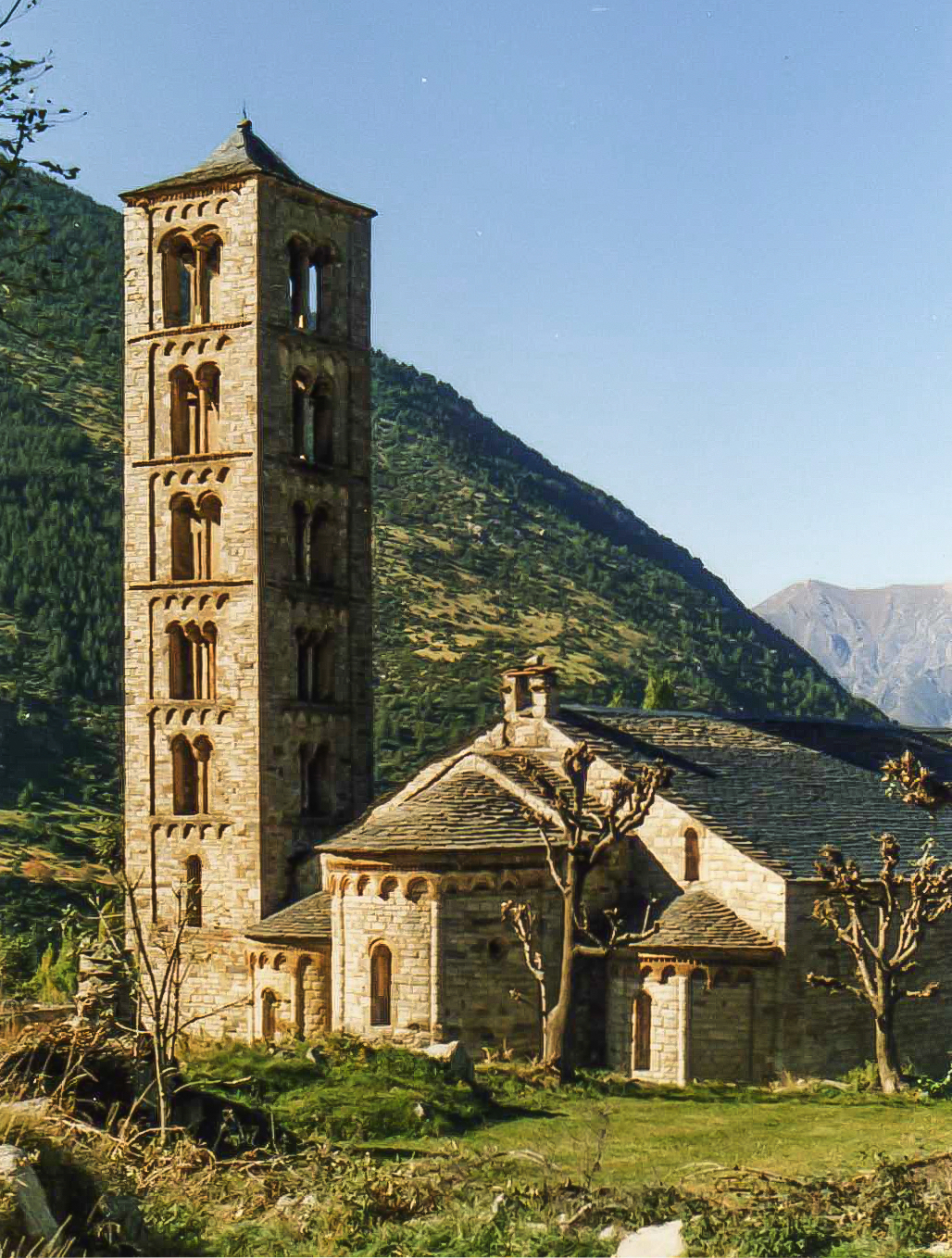
Torre y ábsides

Los muros no tienen ornamentación ninguna y solo se ven interrumpidos por los pomos de las puertas. En los ábsides se utiliza una decoración lombarda muy simple y armoniosa. El ábside central está decorado por grupos de cuatro arquillos ciegos, dobles, separados por medias columnas. Sobre ellos corre un friso de esquinillas como el que se ha visto en algunas de las columnas del interior. El tramo central tiene una ventana y sobre los laterales hay pequeños óculos. Los absidiolos también llevan la misma decoración lombarda, pero con grupos de tres arcos ciegos en lugar de cuatro. Tienen una ventana cada uno. La iglesia estaba pintada originalmente con almagra, que la dotaba de un color rojizo.

### Torre
La torre campanario es cuadrada y está exenta, aunque edificada muy cerca del grueso del edificio, en el ángulo del muro sur, junto a la cabecera. Es alta y esbelta, como todas las torres lombardas levantadas en el valle de Bohí. Corresponde al grupo de torres contemporáneas de las italianas edificadas en el siglo XII, que se construyeron mucho más elegantes que las de la etapa anterior.
Consta de seis pisos asentados sobre un zócalo macizo bastante alto. En sus cuatro caras de cada piso se repite una y otra vez la misma decoración y su distinto número de ventanas. En el zócalo hay una sola ventana más los cinco arquillos ciegos. En los restantes pisos cambia el número de ventanas, separadas por unas columnillas cuyos capiteles en forma de zapata están dispuestos perpendicularmente al muro de su torre. Los tres últimos pisos llevan a manera de imposta una decoración de esquinillas como la de los ábsides. En el piso superior hay incrustaciones de cerámica y colorido distinto de la piedra.
Todas las torres del valle de Bohí siguen el canon (o proporción de medidas) de los minaretes, que consiste en que la altura es igual al perímetro. En el cuarto piso de la torre hay una pequeña campana.

## Pinturas murales románicas

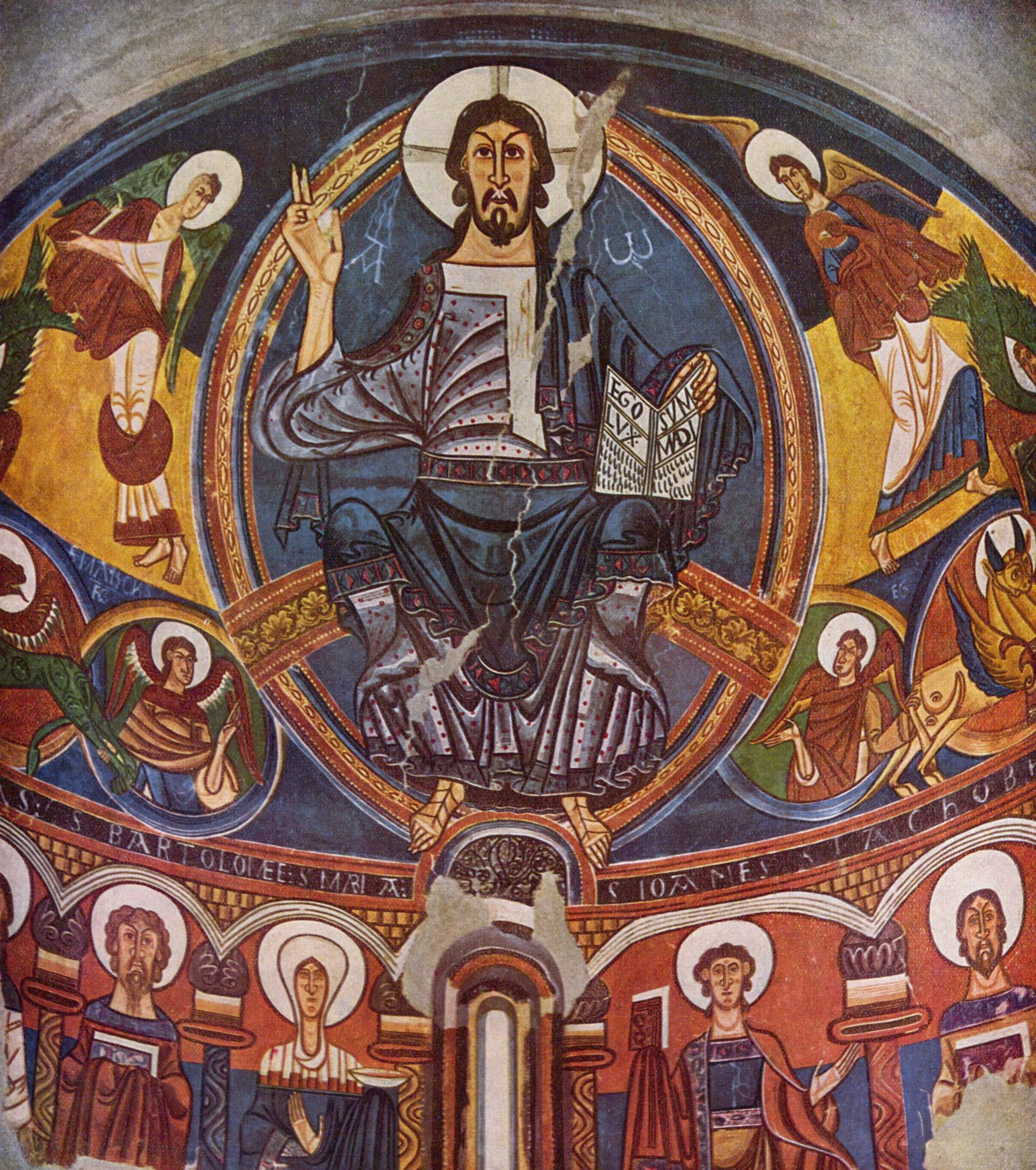
Ábside de San Clemente de Tahull, donde se observa al Pantocrátor rodeado por la mandorla

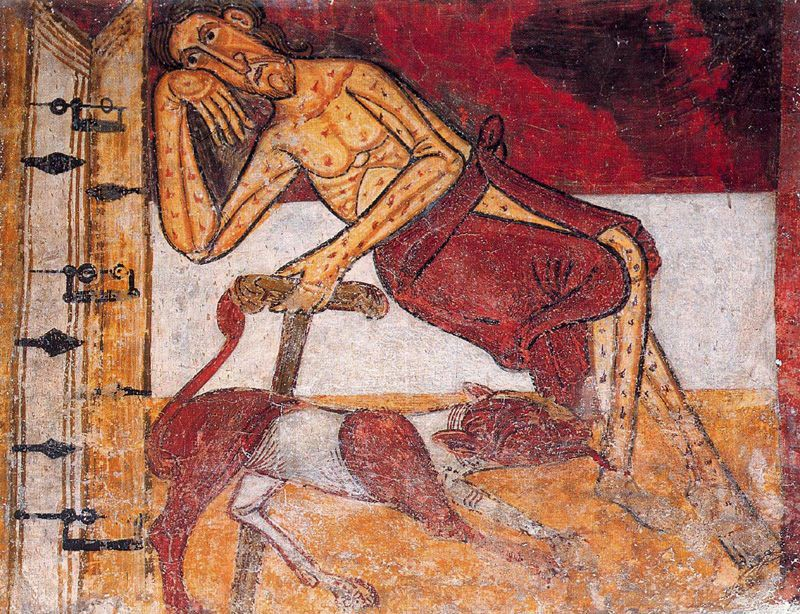
Lázaro esperando a la puerta del rico. Fresco románico del conservado en el Museo Nacional de Arte de Cataluña

En su origen toda la iglesia estuvo revestida con decoración polícroma: las paredes de las naves, los ábsides, y las columnas. Se han conservado a través de los siglos las pinturas del ábside central, de uno de los absidiolos y de las claves de los otros arcos. Estas pinturas fueron expoliadas y trasladadas al Museo Nacional de Arte de Cataluña (MNAC) para protegerlas y conservarlas adecuadamente. Las del ábside central fueron reproducidas in situ con copia exacta.
Los artistas son anónimos, pero el maestro que pintó el ábside central es reconocido en el mundo artístico como maestro de Tahull. Se distingue como un pintor muy bien formado, que domina las técnicas y que conoce la iconografía que estaba al uso en la época. El otro pintor continuador de la obra en los absidiolos es de menor categoría.

### Pinturas del ábside central
Todo el cascarón del ábside central (de 4 m de diámetro) estaba recubierto de pinturas murales que se conservan en el Museo Nacional de Arte de Cataluña. Representan el Pantocrátor metido en una mandorla perlada, sentado en una franja transversal que está decorada con dibujos vegetales. A la altura de sus hombros están dibujadas las letras griegas Α y Ω, simbolizando a Cristo como principio y fin de todas las cosas. El Pantocrátor está en actitud de bendición con su mano derecha mientras que en la izquierda sostiene un libro abierto en el que puede leerse:

«Ego sum lux mundi»
Yo soy la luz del mundo.

Está vestido con una túnica grisácea y envuelto en un manto azulado. Sus pies desnudos descansan sobre una semiesfera, saliéndose de la mandorla. A su alrededor se ven cuatro ángeles que llevan los atributos de los cuatro evangelistas el Tetramorfo y dos serafines de seis alas en las que se han dibujado seis ojos.
La zona inferior muestra un fondo de tono azulado sobre el que están dibujadas las figuras de la Virgen y cinco apóstoles, bajo arcos rebajados que se apoyan sobre capiteles foliados. Se reconoce a San Juan Evangelista por ser el único imberbe. La Virgen está vestida con una toca blanca y un manto azul. Porta en su mano izquierda el Santo Grial.

### Pinturas en las claves de los arcos
En el arco triunfal está representado el Cordero nimbado y con el dibujo de la cruz, en cuya cara vuelve a repetirse el símbolo de los ojos (como visión apocalíptica).
En la clave del otro arco se ve representada la mano divina que bendice saliendo de un círculo. En otra clave se conserva la figura del patriarca Jacob y la de Lázaro con su perro, a la puerta del rico avariento Epulón.

## Frontal de altar
En el Museo de Arte de Barcelona se conserva el frontal de un altar procedente de San Clemente de Tahull, obra del siglo XIII. Sus escenas están dedicadas a la vida de este santo; la narración se divide en dos zonas, superior e inferior. En la zona superior se puede ver al santo convirtiendo a Teodora (en contra de la voluntad de su marido Sisinio, cortesano de Nerva) y la escena de la inventio de la fuente de la vida señalada por el Cordero. En la zona inferior están las escenas del juicio de Clemente ante el emperador Trajano y el martirio, así como el milagro del arca marmórea que emerge con el niño vivo después haber estado bastante tiempo encerrado. El marco y el fondo de la decoración son en relieve, en estuco.

## Comentario artístico
La iglesia de San Clemente de Tahull, situada en la provincia de Lérida, es una iglesia románica que data del siglo XII. Pertenece al estilo románico, pero posee una gran influencia lombarda.
Posee una planta basilical formada por tres naves que quedan rematadas en la cabecera por un ábside junto al que se sitúan, a ambos lados, dos absidiolos. Además esta iglesia posee una torre exenta de forma cuadrada, coronada por un tejado de forma prismática, que consta de cinco pisos situados sobre un zócalo, en cada uno de ellos encontramos una serie de vanos, cuya verticalidad es superior a la horizontalidad, que van describiendo un notable aumento de tamaño conforme ascendemos. Sobre los vanos podemos encontrar una serie de arquerías ciegas de diminuto tamaño que establecen los límites entre pisos. En el muro, construido a sillarejo, no encontramos una gran cantidad de vanos y puertas, y las existentes son ventanas saeteras. Adosadas al muro, podemos encontrar una serie de medias columnas o contrafuertes en el ábside y absidiolos en cuyas cumbres encontramos, rodeando las construcciones semicirculares, un friso dentado en cuyo interior observamos unos ojos de buey. Sobre el friso encontramos la cornisa, sobre la que está situado el techo de forma semicircular coronado en punta.
La torre exenta al muro tenía función de campanario para atraer a los cristianos hacia el culto, pues a diferencia de la mayoría de las iglesias de la época, esta no se destina a la peregrinación, sino como lugar para el culto cristiano. La influencia lombarda se observa sobre todo en su planta, ejemplo es la torre exenta a modo de minarete destacado por su verticalidad. En su interior destacan pinturas murales hechas a fresco de manera que se ha conservado perfectamente la policromía. La más destacada es la situada en el ábside central, esta describe a un cristo pantocrátor sentado con expresión hierática. Esta pintura se caracteriza por su frontalidad, pues a pesar de estar sentado no se muestra con claridad. Rodeándolo encontramos los tetramorfos y en la parte inferior a apóstoles junto con la Virgen María.